# Liolaemus
Liolaemus – rodzaj jaszczurek z rodziny Liolaemidae.

## Zasięg występowania
Rodzaj obejmuje gatunki występujące w Ameryce Południowej (Peru, Boliwia, Brazylia, Paragwaj, Urugwaj, Argentyna i Chile).

## Systematyka

### Etymologia
- Liolaemus: gr. λειος leios ‘gładki’[18]; λαιμος laimos ‘gardło’[19].
- Liodeira (Liodera): gr. λειος leios ‘gładki’[18]; δειρας deiras, δειραδος deirados ‘szyja’[20]. Typ nomenklatoryczny: Proctotretus tenuis Duméril & Bibron, 1837.
- Ptychodeira: gr. πτυξ ptux, πτυχος ptukhos ‘fałda’, od πτυσσω ptussō ‘zwijać’[21]; δειρας deiras, δειραδος deirados ‘szyja’[20]. Typ nomenklatoryczny: Tropidurus nigromaculatus Wiegmann, 1835.
- Leiodera: gr. λειος leios ‘gładki’[18]; δερα dera ‘szyja’[22].
- Chrysosaurus: gr. χρυσος khrusos ‘złoto’[23]; σαυρος sauros ‘jaszczurka’[24]. Typ nomenklatoryczny: Chrysosaurus morio Guichenot, 1848 (= Proctotretus pictus Duméril & Bibron, 1837).
- Eulaemus: gr. ευ eu ‘dobry, typowy’[25]; λαιμος laimos ‘gardło’[19]. Typ nomenklatoryczny: Girard nie wyznaczył gatunku typowego.
- Rhytidodeira: gr. ῥυτις rhutis, ῥυτιδος rhutidos ‘zmarszczka’[26]; δειρας deiras, δειραδος deirados ‘szyja’[20]. Typ nomenklatoryczny: Girard nie wyznaczył gatunku typowego.
- Helocephalus: gr. ἡλος hēlos ‘brodawka’[27]; -κεφαλος -kephalos ‘-głowy’, od κεφαλη kephalē ‘głowa’[28]. Typ nomenklatoryczny: Helocephalus nigriceps Philippi, 1860.
- Phrynosaura: gr. φρυνη phrunē, φρυνης phrunēs ‘ropucha’[29]; σαυρος sauros ‘jaszczurka’[24]. Typ nomenklatoryczny: Phrynosaura reichei Werner, 1907.
- Vilcunia: arauk. vilcun ‘ropucha’[30]. Typ nomenklatoryczny: Vilcunia silvanae Donoso-Barros & Cei, 1971.
- Pelusaurus: gr. πηλος pēlos ‘glina, błoto’[31]; σαυρος sauros ‘jaszczurka’[24]. Typ nomenklatoryczny: Pelusaurus cranwelli Donoso-Barros, 1973.
- Jararancus: etymologia nieznana, autorzy nie wyjaśnili znaczenia nazwy rodzajowej[11]. Typ nomenklatoryczny: autorzy nie wyznaczyli gatunku typowego.
- Abas: w mitologii greckiej Abas (gr. Ἄβας) to syn Metanejry, który został przemieniony w jaszczurkę przez boginię Demeter[12]. Typ nomenklatoryczny: Liolaemus fabiani Yáñez & Núñez, 1983.
- Velosaura: Alberto Veloso (1940–2020), chilijski zoolog; gr. σαυρος sauros ‘jaszczurka’[13]. Typ nomenklatoryczny: Liolaemus aymararum Veloso, Sallaberry, Navarro, Iturra, Valencia, Penna & Díaz 1982 (= Ctenoblepharis jamesi Boulenger, 1891).
- Ceiolaemus: José Miguel Alfredo María Cei (1918–2007), argentyński herpetolog; rodzaj Liolaemus Wiegmann, 1834[14]. Typ nomenklatoryczny: Leiosaurus marmoratus Burmeister, 1861 (= Liolaemus pseudoanomalus Cei, 1981).
- Donosolaemus: Roberto Donoso-Barros (1921–1975), chilijski herpetolog; rodzaj Liolaemus Wiegmann, 1834[15]. Typ nomenklatoryczny: Liolaemus archeforus Donoso-Barros & Cei, 1971.

### Podział systematyczny
Do rodzaju należą następujące gatunki:

- Liolaemus abaucan Etheridge, 1993
- Liolaemus abdalai Quinteros, 2012
- Liolaemus absconditus Vega, Quinteros, Stellatelli, Bellagamba, Block & Madrid, 2018
- Liolaemus acostai Abdala & Juárez-Heredia, 2013
- Liolaemus albiceps Lobo & Laurent, 1995
- Liolaemus alticolor Barbour, 1909
- Liolaemus aluen Millán & Abdala, 2024
- Liolaemus andinus Koslowsky, 1895
- Liolaemus annectens Boulenger, 1901
- Liolaemus anomalus Koslowsky, 1896
- Liolaemus anqapuka Huamani-Valderrama, Quiróz, Gutiérrez, Aguilar-Kirigin, Chaparro & Abdala, 2020
- Liolaemus antonietae Troncoso-Palacios, Esquerré, Urra, Díaz, Castro-Pastene & Ruiz, 2018
- Liolaemus antumalguen Ávila, Morando, Pérez & Sites, 2010
- Liolaemus aparicioi Ocampo, Aguilar-Kirigin & Quinteros, 2012
- Liolaemus arambarensis Verrastro, Veronese, Bujes & Martins Dias Filho, 2003
- Liolaemus araucaniensis Müller & Hellmich, 1932
- Liolaemus archeforus Donoso-Barros & Cei, 1971
- Liolaemus atacamensis Müller & Hellmich, 1933
- Liolaemus attenboroughi Sánchez, Morando & Ávila, 2023
- Liolaemus audituvelatus (Núñez & Yáñez, 1983)
- Liolaemus aureum Diaz-Vega, Maldonado & Demangel, 2018
- Liolaemus austromendocinus Cei, 1974
- Liolaemus avilai Breitman, Parra, Pérez & Sites, 2011
- Liolaemus azarai Ávila, 2003
- Liolaemus baguali Cei & Scolaro, 1983
- Liolaemus balagueri Villegas-Paredes, Huamaní-Valderrama, Luque-Fernández, Gutiérrez, Quiróz & Abdala, 2020
- Liolaemus balerion Quinteros, Ruiz-Monachesi & Abdala, 2019
- Liolaemus basadrei Valladares-Faúndez, León, Chipana, Navarro Guzmán, Ignacio-Apaza, Musaja, Langstroth, Aguilar-Kirigin, Gutierrez & Abdala, 2021
- Liolaemus bellii Gray, 1845
- Liolaemus bibronii (Bell, 1843)
- Liolaemus bitaeniatus Laurent, 1984
- Liolaemus boulengeri Koslowsky, 1898
- Liolaemus brizuelai Fernández, Abdala, Ruiz-Monachesi, Semhan & Quinteros, 2021
- Liolaemus buergeri Werner, 1907
- Liolaemus burmeisteri Avila, Pérez, Medina, Sites & Morando, 2012
- Liolaemus calchaqui Lobo & Kretzschmar, 1996
- Liolaemus calliston Avila, Pérez, Minoli, Medina, Sites & Morando, 2017
- Liolaemus canqueli Cei, 1975
- Liolaemus caparensis Breitman, Pérez, Parra, Morando, Sites & Avila, 2011
- Liolaemus capillitas Hulse, 1979
- Liolaemus carezzae Campos-Soto, Rodríguez-Valenzuela, Bruna, Díaz-Campusano, Cianferoni, Boric-Bargetto & Torres-Pérez, 2023
- Liolaemus carlosgarini Esquerré, Núñez & Scolaro, 2013
- Liolaemus casamiquelai Avila, Pérez, Morando & Sites, 2010
- Liolaemus cazianiae Lobo, Slodki & Valdecantos, 2010
- Liolaemus chacabucoense Nuñez & Scolaro, 2009
- Liolaemus chacoensis Shreve, 1948
- Liolaemus chaltin Lobo & Espinoza, 2004
- Liolaemus chavin Aguilar, Wood, Cusi, Guzmán, Huari, Lundberg, Mortensen, Ramírez, Robles, Suárez, Ticona, Vargas, Venegas & Sites, 2013
- Liolaemus chehuachekenk Avila, Morando & Sites, 2008
- Liolaemus chiliensis (Lesson, 1830)
- Liolaemus chillanensis Müller & Hellmich, 1932
- Liolaemus chiribaya Aguilar-Puntriano, Ramírez, Castillo, Mendoza, Vargas & Sites, 2019
- Liolaemus chlorostictus Laurent, 1993
- Liolaemus chungara Quinteros, Valladares-Faúndez, Semham, Acosta, Barrionuevo & Abdala, 2014
- Liolaemus cinereus Monguillot, Cabrera, Acosta & Villavicencio, 2006
- Liolaemus coeruleus Cei & Ortíz-Zapata, 1983
- Liolaemus confusus Núñez & Pincheira-Donoso, 2006
- Liolaemus constanzae Donoso-Barros, 1961
- Liolaemus crandalli Avila, Medina, Pérez, Sites & Morando, 2015
- Liolaemus cranwelli (Donoso-Barros, 1973)
- Liolaemus crepuscularis Abdala & Díaz-Gomez, 2006
- Liolaemus cristiani Navarro, Núñez & Loyola, 1991
- Liolaemus curicensis Müller & Hellmich, 1938
- Liolaemus curis Núñez & Labra, 1985
- Liolaemus cuyanus Cei & Scolaro, 1980
- Liolaemus cuyumhue Avila, Morando, Perez & Sites, 2009
- Liolaemus cyaneinotatus Martinez, Avila, Pérez, Pérez, Sites & Morando, 2011
- Liolaemus cyanogaster (Duméril & Bibron, 1837)
- Liolaemus darwinii (Bell, 1843)
- Liolaemus diaguita Abdala, Quinteros, Arias, Portelli & Palavecino, 2011
- Liolaemus dicktracyi Espinoza & Lobo, 2003
- Liolaemus disjunctus Laurent, 1990
- Liolaemus ditadai Cei, 1983
- Liolaemus donosobarrosi (Cei, 1974)
- Liolaemus dorbignyi Koslowsky, 1898
- Liolaemus duellmani Cei, 1978
- Liolaemus dumerili Abdala, Semhan, Moreno Azócar, Bonino, Paz & Cruz, 2012
- Liolaemus eleodori Cei, Etheridge & Videla, 1985
- Liolaemus elongatus Koslowsky, 1896
- Liolaemus erroneus (Núñez & Yáñez, 1983)
- Liolaemus espinozai Abdala, 2005
- Liolaemus etheridgei Laurent, 1998
- Liolaemus evaristoi Gutiérrez, Chaparro, Vásquez, Quiróz, Aguilar-Kirgin & Abdala, 2018
- Liolaemus exploratorum Cei & Williams, 1984
- Liolaemus fabiani Yáñez & Núñez, 1983
- Liolaemus famatinae Cei, 1980
- Liolaemus fiambala Ruiz, Quipildor, Decima, Valdecantos & Lobo, 2025
- Liolaemus fittkaui Laurent, 1986
- Liolaemus fitzgeraldi Boulenger, 1899
- Liolaemus fitzingerii (Duméril & Bibron, 1837)
- Liolaemus flavipiceus Cei & Videla, 2003
- Liolaemus forsteri Laurent, 1982
- Liolaemus foxi Núñez, Navarro & Veloso, 2000
- Liolaemus frassinettii núñez, 2007
- Liolaemus fuscus Boulenger, 1885
- Liolaemus galactostictos Avila, Vrdoljak, Medina, Massini, Fulvio-Perez, Sites & Morando, 2021
- Liolaemus gallardoi Cei & Scolaro, 1982
- Liolaemus gardeli Verrastro, Maneyro, Da Silva & Farias, 2017
- Liolaemus goetschi Müller & Hellmich, 1938
- Liolaemus gracielae Abdala, Acosta, Cabrera, Villavicencio & Marinero, 2009
- Liolaemus gracilis (Bell, 1843)
- Liolaemus gravenhorstii (Gray, 1845)
- Liolaemus griseus Laurent, 1984
- Liolaemus grosseorum Etheridge, 2001
- Liolaemus gununakuna Avila, Morando, Perez & Sites, 2004
- Liolaemus hajeki Núñez, Pincheira-Donoso & Garín, 2004
- Liolaemus halonastes Lobo, Slodki & Valdecantos, 2010
- Liolaemus hatcheri Stejneger, 1909
- Liolaemus hauthali Abdala, Díaz-Gómez & Langstroth, 2021
- Liolaemus heliodermis Espinoza, Lobo & Cruz, 2000
- Liolaemus hellmichi Donoso-Barros, 1975
- Liolaemus hermannunezi Pincheira-Donoso, Scolaro & Schulte, 2007
- Liolaemus huacahuasicus Laurent, 1985
- Liolaemus huayra Abdala, Quinteros & Espinoza, 2008
- Liolaemus hugoi Bulacios-Arroyo, Semhan, Paz, Chafrat & Abdala, 2021
- Liolaemus igneus Demangel, 2016
- Liolaemus inacayali Abdala, 2003
- Liolaemus incaicus Lobo, Quinteros & Gómez, 2007
- Liolaemus insolitus Cei, 1982
- Liolaemus inti Abdala, Quinteros & Espinoza, 2008
- Liolaemus irregularis Laurent, 1986
- Liolaemus isabelae Navarro & Núñez, 1993
- Liolaemus jamesi (Boulenger, 1891)
- Liolaemus janequeoae Troncoso-Palacios, Diaz, Puas, Riveros-Riffo & Elorza, 2016
- Liolaemus josei Abdala, 2005
- Liolaemus juanortizi Young-Downey & Moreno, 1992
- Liolaemus kingii (Bell, 1843)
- Liolaemus kolengh Abdala & Lobo, 2006
- Liolaemus koslowskyi Etheridge, 1993
- Liolaemus kriegi Müller & Hellmich, 1939
- Liolaemus kulinko Abdala, Chafrat, Chaparro, Procheret, Valdes, Lannutti, Perez & Quinteros, 2023
- Liolaemus kunza Abdala, Semhan & Paz, 2021
- Liolaemus laurenti Etheridge, 1992
- Liolaemus lavillai Abdala & Lobo, 2006
- Liolaemus leftrarui Troncoso-Palacios, Diaz, Puas, Riveros-Riffo & Elorza, 2016
- Liolaemus lemniscatus Gravenhorst, 1838
- Liolaemus lentus Gallardo, 1966
- Liolaemus lenzi Boettger, 1891
- Liolaemus leopardinus Müller & Hellmich, 1932
- Liolaemus lineomaculatus Boulenger, 1885
- Liolaemus loboi Abdala, 2003
- Liolaemus lonquimayensis Escobar-Huerta, Santibáñez-Toro & Ortiz, 2015
- Liolaemus lopezi Ibarra-Vidal, 2005
- Liolaemus lorenzmuelleri Hellmich, 1950
- Liolaemus lutzae Mertens, 1938
- Liolaemus magellanicus Hombron & Jacquinot, 1853
- Liolaemus maldonadae Navarro & Núñez, 1991
- Liolaemus mapuche Abdala, 2002
- Liolaemus martorii Abdala, 2003
- Liolaemus melaniceps Pincheira-Donoso & Núñez, 2005
- Liolaemus melanogaster Laurent, 1998
- Liolaemus melanopleurus (Philippi, 1860)
- Liolaemus melanops Burmeister, 1888
- Liolaemus meraxes Quinteros, Ruiz-Monachesi & Abdala, 2019
- Liolaemus messii Ruiz, Quipildor, Ruiz-Monachesi, Escalante, Valdecantos & Lobo, 2021
- Liolaemus millcayac Abdala & Juárez-Heredia, 2013
- Liolaemus misti Santa-Cruz, Canazas-Terán, Bejarano, López, Morales, von May, Catenazzi & Aguilar-Puntriano, 2025
- Liolaemus montanezi Cabrera & Monguillot, 2006
- Liolaemus montanus Koslowsky, 1898
- Liolaemus monticola Müller & Hellmich, 1932
- Liolaemus moradoensis Hellmich, 1950
- Liolaemus morandae Breitman, Parra, Pérez & Sites, 2011
- Liolaemus morenoi Etheridge & Christie, 2003
- Liolaemus multicolor Koslowsky, 1898
- Liolaemus multiformis (Cope, 1875)
- Liolaemus multimaculatus (Duméril & Bibron, 1837)
- Liolaemus nazca Aguilar-Puntriano, Ramírez, Castillo, Mendoza, Vargas & Sites, 2019
- Liolaemus neuquensis Müller & Hellmich, 1939
- Liolaemus nigriceps (Philippi, 1860)
- Liolaemus nigrodorsum Troncoso-Palacios & Contreras, 2023
- Liolaemus nigromaculatus (Wiegmann, 1834)
- Liolaemus nigroviridis Müller & Hellmich, 1932
- Liolaemus nitidus (Wiegmann, 1834)
- Liolaemus normae Esquerré, Ramírez-Álvarez, Pavón-Vázquez, Troncoso-Palacios, Garín, Keogh & Leaché, 2019
- Liolaemus occipitalis Boulenger, 1885
- Liolaemus olongasta Etheridge, 1993
- Liolaemus omorfi Demangel, Sepúlveda, Jara, Pincheira-Donoso & Núñez, 2015
- Liolaemus orko Abdala & Quinteros, 2008
- Liolaemus ornatus Koslowsky, 1898
- Liolaemus ortizii Laurent, 1982
- Liolaemus pacha Juárez-Heredia, Robles & Halloy, 2013
- Liolaemus pachacutec Aguilar, Wood, Cusi, Guzmán, Huari, Lundberg, Mortensen, Ramírez, Robles, Suárez, Ticona, Vargas, Venegas & Sites, 2013
- Liolaemus pachecoi Laurent, 1995
- Liolaemus pagaburoi Lobo & Espinoza, 1999
- Liolaemus pantherinus Pellegrin, 1909
- Liolaemus parthenos Abdala, Baldo, Juárez & Espinoza, 2016
- Liolaemus parvus Quinteros, Abdala, Gómez & Scrocchi, 2008
- Liolaemus patriciaiturrae Navarro & Núñez, 1993
- Liolaemus paulinae Donoso-Barros, 1961
- Liolaemus petrophilus Donoso-Barros & Cei, 1971
- Liolaemus pictus (Duméril & Bibron, 1837)
- Liolaemus pikunche Troncoso-Palacios & Ramírez-Álvarez, 2021
- Liolaemus pipanaco Abdala & Juárez-Heredia, 2013
- Liolaemus platei Werner, 1898
- Liolaemus pleopholis Laurent, 1998
- Liolaemus poconchilensis Valladares, 2004
- Liolaemus poecilochromus Laurent, 1986
- Liolaemus polystictus Laurent, 1992
- Liolaemus porosus Abdala, Paz & Semhan, 2013
- Liolaemus pseudoanomalus (Cei, 1981)
- Liolaemus pseudolemniscatus Lamborot & Ortiz, 1990
- Liolaemus puelche Avila, Morando, Perez & Sites, 2007
- Liolaemus pulcherrimus Laurent, 1992
- Liolaemus puna Lobo & Espinoza, 2004
- Liolaemus punmahuida Avila, Perez & Morando, 2003
- Liolaemus puritamensis Núñez & Fox, 1989
- Liolaemus purul Abdala, Semhan, Moreno Azocar, Bonino, Paz & Cruz, 2012
- Liolaemus pyriphlogos Quinteros, 2012
- Liolaemus qalaywa Chaparro, Quiróz, Mamani, Gutiérrez, Condori, De La Riva, Herrera-Juárez, Cerdeña, Arapa & Abdala, 2020
- Liolaemus quilmes Etheridge, 1993
- Liolaemus quinterosi Ruiz, Quipildor, Bulacios-Arroyo, Chafrat & Abdala, 2019
- Liolaemus rabinoi (Cei, 1974)
- Liolaemus ramirezae Lobo & Espinoza, 1999
- Liolaemus reichei (Werner, 1907)
- Liolaemus riojanus Cei, 1979
- Liolaemus robertmertensi Hellmich, 1964
- Liolaemus robertoi Pincheira-Donoso & Núñez, 2004
- Liolaemus robustus Laurent, 1992
- Liolaemus rosenmanni Núñez & Navarro, 1992
- Liolaemus rothi Koslowsky, 1898
- Liolaemus ruibali Donoso-Barros, 1961
- Liolaemus sagei Etheridge & Christie, 2003
- Liolaemus salinicola Laurent, 1986
- Liolaemus salitrosus Abdala, Semhan & Paz, 2021
- Liolaemus sanjuanensis Cei, 1982
- Liolaemus sarmientoi Donoso-Barros, 1973
- Liolaemus saxatilis Avila, Cei, Martori & Acosta, 1992
- Liolaemus scapularis Laurent, 1982
- Liolaemus schmidti (Marx, 1960)
- Liolaemus schroederi Müller & Hellmich, 1938
- Liolaemus scorialis Troncoso-Palacios, Díaz, Esquerré & Urra, 2015
- Liolaemus scrocchii Quinteros, Abdala & Lobo, 2008
- Liolaemus senguer Abdala, 2005
- Liolaemus septentrionalis Pincheira-Donoso & Núñez, 2005
- Liolaemus shehuen Abdala, Díaz-Gómez & Juarez-Heredia, 2012
- Liolaemus shitan Abdala, Quinteros, Scrocchi & Stazzonelli, 2010
- Liolaemus signifer (Dumèril & Bibron, 1837)
- Liolaemus silvai Ortiz, 1989
- Liolaemus silvanae (Donoso-Barros & Cei, 1971)
- Liolaemus sitesi Avila, Olave, Perez, Perez & Morando, 2013
- Liolaemus smaug Abdala, Quinteros, Scrocchi & Stazzonelli, 2010
- Liolaemus somuncurae Cei & Scolaro, 1981
- Liolaemus splendidus Ruiz, Chafrat, Quipildor, Valdecantos & Lobo, 2023
- Liolaemus stolzmanni (Steindachner, 1891)
- Liolaemus tacnae (Shreve, 1941)
- Liolaemus tacora Demangel, 2016
- Liolaemus tajzara Aguilar-Kirigin, 2019
- Liolaemus talampaya Avila, Morando, Perez & Sites, 2004
- Liolaemus tandiliensis Vega, Bellagamba & Lobo, 2008
- Liolaemus tari Scolaro & Cei, 1997
- Liolaemus tehuelche Abdala, 2003
- Liolaemus telsen Cei & Scolaro, 1999
- Liolaemus tenuis (Duméril & Bibron, 1837)
- Liolaemus terani Abdala, Díaz-Gómez & Langstroth, 2021
- Liolaemus thermarum Videla & Cei, 1996
- Liolaemus thomasi Laurent, 1998
- Liolaemus tirantii Avila, Fulvio-Perez, Minoli, Medina, Sites & Morando, 2017
- Liolaemus tolhuaca Demangel, 2016
- Liolaemus torresi (Núñez, Navarro, Garín, Pincheira-Donoso & Meriggio, 2003)
- Liolaemus tregenzai Pincheira-Donoso & Scolaro, 2007
- Liolaemus tristis Scolaro & Cei, 1997
- Liolaemus tromen Abdala, Semhan, Moreno Azocar, Bonino, Paz & Cruz, 2012
- Liolaemus tulkas Quinteros, Abdala, Gómez & Scrocchi, 2008
- Liolaemus ubaghsi Esquerré, Troncoso-Palacios, Garín & Núñez, 2014
- Liolaemus umbrifer Espinoza & Lobo, 2003
- Liolaemus uniformis Troncoso-Palacios, Elorza, Puas & Alfaro-Pardo, 2016
- Liolaemus uspallatensis Macola & Castro, 1982
- Liolaemus valdesianus Hellmich, 1950
- Liolaemus vallecurensis Pereyra, 1992
- Liolaemus variegatus Laurent, 1984
- Liolaemus velosoi Ortiz, 1987
- Liolaemus vhagar Quinteros, Ruiz-Monachesi & Abdala, 2019
- Liolaemus victormoralesii Aguilar-Puntriano, Ramírez, Castillo, Mendoza, Vargas & Sites, 2019
- Liolaemus villaricensis Müller & Hellmich, 1932
- Liolaemus vulcanus Quinteros & Abdala, 2011
- Liolaemus walkeri Shreve, 1938
- Liolaemus wari Aguilar, Wood, Cusi, Guzmán, Huari, Lundberg, Mortensen, Ramírez, Robles, Suárez, Ticona, Vargas, Venegas & Sites, 2013
- Liolaemus warjantay Ubalde-Mamani, Gutiérrez, Chaparro, Aguilar-Kirigin, Cerdeña, Huanca-Mamani, Cárdenas-Ninasivincha, Lazo-Rivera & Abdala, 2021
- Liolaemus wiegmannii (Duméril & Bibron, 1837)
- Liolaemus williamsi Laurent, 1992
- Liolaemus xanthoviridis Cei & Scolaro, 1980
- Liolaemus yalguaraz Abdala, Quinteros & Semham, 2015
- Liolaemus yanalcu Martínez Oliver & Lobo, 2002
- Liolaemus yarabamba Quiroz, Huamaní-Valderrama, Gutiérrez, Aguilar-Kirigin, Chaparro & Abdala, 2021
- Liolaemus yatel Abdala, Procopio, Stellatelli, Travaini, Rodríguez, Ruiz & Monachesi, 2014
- Liolaemus yauri Arapa-Aquino, Abdala, Huamaní-Valderrama, Gutiérrez, Cerdeña, Quiroz & Chaparro, 2021
- Liolaemus zabalai Troncoso-Palacios, Díaz, Esquerré & Urra, 2015
- Liolaemus zapallarensis Müller & Hellmich, 1933
- Liolaemus zullyae Cei & Scolaro, 1996